# Notosetia
Notosetia là một chi minute ốc biển, là động vật thân mềm chân bụng sống ở biển trong họ Rissoidae.

## Các loài
- Notosetia aoteana Powell, 1937
- Notosetia neozelanica Suter, 1898
- Notosaria nigricans Sowerby, 1846
- Notosaria reinga Lee & Wilson, 1979

Đồng nghĩa
- Notosetia electra W. R. B. Oliver, 1915: syn. Rastodens electra (W. R. B. Oliver, 1915)
- Notosetia foveauxana E. C. Smith, 1962: syn. Powellisetia subtenuis (Powell, 1937)
- Notosetia fulva Laseron, 1950: syn. Rissoella micra (Finlay, 1924)
- Notosetia ghanensis Rolán & Ryall, 2000: syn. Ponderinella ghanensis (Rolán & Ryall, 2000)
- Notosetia infecta (Suter, 1908): syn. Pusillina (Haurakia) infecta (Suter, 1908): syn. Haurakia infecta (Suter, 1908)
- Notosetia lineata (Smith, E. C., 1962): syn. Powellisetia lineata (E. C. Smith, 1962)
- Notosetia pellucida Laseron, 1950: syn. Rissoella secunda (Iredale, 1912)
- Notosetia ponderi: syn. Powellisetia ponderi Numanami, 1996
- Notosetia porcellana : syn. Powellisetia porcellana (Suter, 1908)
- Notosetia pupinella Finlay, 1927: syn. Pupatonia pupinella (Finlay, 1927)
- Notosetia retusa Powell, 1927: syn. Powellisetia retusa (Powell, 1927)
- Notosetia unicarinata Powell, 1930: syn. Powellisetia unicarinata (Powell, 1930)
- Notosetia castanea Laseron, 1950 [cần dẫn nguồn]
- Notosetia fairchildi Powell, 1933 [cần dẫn nguồn]
- Notosetia foveauxana Smith, E. C., 1962[cần dẫn nguồn]
- Notosetia nitens [cần dẫn nguồn]